# 量子生物学
量子生物学（りょうしせいぶつがく）とは、量子力学の言葉で生命現象を記述しようとする（量子力学の考え方で生物の活動を説明しようとする）科学の一分野である。

## 概要
量子生物学は、通常量子論で語られる原子や素粒子よりも大きい、巨視的な次元に量子論を当てはめようとする試みの嚆矢である。セント＝ジェルジ・アルベルトにより提唱された。
以下の生物学的な現象が、量子論の観点から研究されている。
- 特定の周波数の放射の吸収（すなわち光合成や視覚）
- 化学エネルギーの運動エネルギーへの変換
- 動物による地磁気の認識（磁覚）
- 酵素反応におけるプロトントンネリング

量子生物学の研究には、しばしばコンピュータの処理能力が律速になる。含まれる要素の数が増加すると、量子的なモデルに要する処理量は飛躍的に増加する。
独立の分野として扱われることは少なく、生物物理学や生化学の枠内で「量子生物学的アプローチ」などと呼ばれることが多い。